# Membri del Consiglio degli Stati della XLVII legislatura
Questa è la lista dei 46 membri del Consiglio degli Stati svizzero per la 47ª legislatura, dal 2003 al 2007.
Per le abbreviazioni, vedi Partiti politici in Svizzera.
| Nome                    | Partito | Cantone            | Sito web                                             |
| ----------------------- | ------- | ------------------ | ---------------------------------------------------- |
| Hans Altherr            | PLR     | Appenzello Esterno |                                                      |
| Madeleine Amgwerd       | PPD     | Giura              |                                                      |
| Michel Béguelin         | PSS     | Vaud               |                                                      |
| Alain Berset            | PSS     | Friburgo           |                                                      |
| Peter Bieri             | PPD     | Zugo               |                                                      |
| Pierre Bonhôte          | PSS     | Neuchâtel          |                                                      |
| Christoffel Brändli     | UDC     | Grigioni           |                                                      |
| Peter Briner            | PLR     | Sciaffusa          |                                                      |
| Christiane Brunner      | PSS     | Ginevra            |                                                      |
| Hermann Bürgi           | UDC     | Turgovia           |                                                      |
| Rolf Büttiker           | PLR     | Soletta            |                                                      |
| Eugen David             | PPD     | San Gallo          |                                                      |
| Simon Epiney            | PPD     | Vallese            |                                                      |
| Rolf Escher             | PPD     | Vallese            |                                                      |
| Anita Fetz              | PSS     | Basilea Città      |                                                      |
| Erika Forster-Vannini   | PLR     | San Gallo          |                                                      |
| Bruno Frick             | PPD     | Svitto             |                                                      |
| Hans Fünfschilling      | PLR     | Basilea Campagna   | [ collegamento interrotto ]                          |
| Pierre-Alain Gentil     | PSS     | Giura              |                                                      |
| Hannes Germann          | UDC     | Sciaffusa          |                                                      |
| Trix Heberlein          | PLR     | Zurigo             |                                                      |
| Hans Hess               | PLR     | Obvaldo            |                                                      |
| Hans Hofmann            | UDC     | Zurigo             |                                                      |
| Hansheiri Inderkum      | PPD     | Uri                |                                                      |
| This Jenny              | UDC     | Glarona            |                                                      |
| Alex Kuprecht           | UDC     | Svitto             |                                                      |
| Christiane Langenberger | PLR     | Vaud               |                                                      |
| Hans Lauri              | UDC     | Berna              |                                                      |
| Ernst Leuenberger       | PSS     | Soletta            |                                                      |
| Helen Leumann-Würsch    | PLR     | Lucerna            |                                                      |
| Filippo Lombardi        | PPD     | Ticino             |                                                      |
| Theo Maissen            | PPD     | Grigioni           |                                                      |
| Dick Marty              | PLR     | Ticino             |                                                      |
| Hans-Rudolf Merz        | PLR     | Appenzello Esterno |                                                      |
| Gisèle Ory              | PSS     | Neuchâtel          |                                                      |
| Thomas Pfisterer        | PLR     | Argovia            |                                                      |
| Maximilian Reimann      | UDC     | Argovia            |                                                      |
| Françoise Saudan        | PLR     | Ginevra            |                                                      |
| Fritz Schiesser         | PLR     | Glarona            |                                                      |
| Carlo Schmid-Sutter     | PPD     | Appenzello Interno |                                                      |
| Urs Schwaller           | PPD     | Friburgo           |                                                      |
| Rolf Schweiger          | PLR     | Zugo               |                                                      |
| Marianne Slongo         | PPD     | Nidvaldo           | Archiviato il 29 settembre 2007 in Internet Archive. |
| Simonetta Sommaruga     | PSS     | Berna              |                                                      |
| Hansruedi Stadler       | PPD     | Uri                |                                                      |
| Philipp Stähelin        | PPD     | Turgovia           |                                                      |
| Jean Studer             | PSS     | Neuchâtel          |                                                      |
| Franz Wicki             | PPD     | Lucerna            |                                                      |

| Partito                      | Seggi | Percentuale |
| ---------------------------- | ----- | ----------- |
| Partito Liberale Radicale    | 14    | 30,4%       |
| Partito Popolare Democratico | 15    | 32,6%       |
| Partito Socialista Svizzero  | 9     | 19,6%       |
| Unione Democratica di Centro | 8     | 17,4%       |
| Legislatura 2003-2007        | 46    | 100%        |